# هوية الأمريكيين الأصليين في الولايات المتحدة

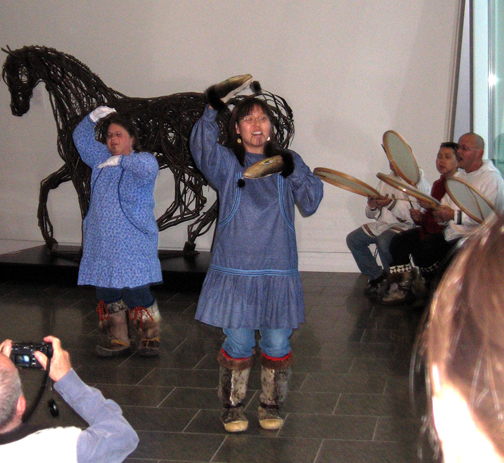
راقصو ألاسكا الأصليون في متحف جامعة ألاسكا

تشكل هوية الأمريكيين الأصليين في الولايات المتحدة (بالإنجليزية: Native American identity in the United States)‏ موضوعًا متطورًا يستند إلى النضال من أجل تعريف «الأمريكيين الأصليين» أو «الهنود الأمريكيين» سواء بالنسبة للأشخاص الذين يعتبرون أنفسهم من الأمريكيين الأصليين أو الأشخاص من غير الأمريكيين. يبحث بعض الناس عن هوية من شأنها أن توفر تعريفًا ثابتًا لأغراض قانونية واجتماعية وشخصية. ثمّة عدد من العوامل المختلفة التي استُخدمت لتعريف «الهنود الأمريكيين» وموطنهم وإمكانية استخدام التعريف في سياق التعريف المستخدم. تشمل الأوجه التي تميّز «الهنود الأمريكيين» الثقافة والمجتمع والجينات/علم الأحياء والقانون ومفهوم الذات. السؤال المهم هو ما إذا كان ينبغي أن يكون التعريف ديناميكيًا وقابلًا للتغيير عبر الوثت والحالة، أو ما إذا كان من الممكن تعريف «الهنود الأمريكيين» بطريقة ثابتة. تستند التعاريف الديناميكية إلى كيفية تكيّف الهنود وتأقلهم مع المجتمع المهيمن، التي يمكن أن تسمى «عملية معارضة» يتم بموجبها الحفاظ على الحدود بين الهنود والمجموعات المهيمنة. ثمّة سبب آخر للتعاريف الديناميكية هو عملية «التكوين الإثني»، وهي العملية التي يتم من خلالها تطوير الهوية الإثنية للجماعة وتجديدها مع تطور المنظمات والثقافات الاجتماعية. تُعتبر مسألة الهوية، ولا سيما هوية السكان الأصليين، أمرًا شائعًا في العديد من المجتمعات في جميع أنحاء العالم.
يعتبر الأمريكيون الأصليون أن مستقبل هويتهم أمرًا بالغ الأهمية. تحدث الناشط روسل مينس كثيرًا عن أسلوب الحياة الهندي المتهاوي إلى جانب فقدان التقاليد واللغة والأماكن المقدسة. أعرب مينس أيضًا عن قلقه من احتمالية فقدان أشخاص من الأمريكيين الأصليين مثل «الأمريكيين البولنديين والأمريكيين الإيطاليين». مع تزايد عدد الهنود ألمريكيين (عشرة أضعاف ما كان عليه اليوم في عام 1890)، فإن عدد الذين يستمرون على التقاليد القبلية (خُمس ما كان عليه في عام 1890) مثلما كان شائعًا بين العديد من المجموعات العرقية على مر الزمن قد بدأ بالتقلّص. يقول مينس: «قد نتحدث لغتنا وقد نتشابه مع الهنود الأمركيين أو نبدو مثلهم، لكننا لن نكون هنودًا قطّ».

## تعاريف
ثمّة طرقًا مختلفة تم بها تعريف الهوية الهندية الأمريكية. تسعى بعض التعاريف إلى التطبيق العالمي، بينما لا تظهر تعاريف أخرى إلا لأغراض معينة مثل العضوية القبلية أو لأغراض الولاية القضائية القانونية. يسعى الفرد إلى أن يكون له هوية شخصية مطابقة للتعاريف الاجتماعية والقانونية، وإن كان أي تعريف قد لا يصنف هوية كل فرد على نحو صحيح.
ربما كان من الواضح أن الهنود الأمريكيين قد تم التعرّف إليهم في بداية القرن العشرين، لكن اليوم أصبح هذا المفهوم محل خلاف. يقول مالكولم مارغولين، المحرر المشارك في صحيفة نيوز فروم نايتف كاليفورنيا: «لا أعرف ما هو الهندي الأمريكي... (لكن) من الواضح أن بعض الناس هم هنود بالفعل، وبعضهم ليس كذلك». تقول رئيس قبيلة شيروكي (من 1985-1995) ويلما مانكيلر: «الهندي الأمريكي هو هندي أمريكي بغض النظر عن كمية الدم الأصلي أو أي بطاقة حكومية صغيرة يمتلكها أو لا».
وعلاوة على ذلك، من الصعب معرفة ما الذي يمكن أن يعنيه أي هوية عِرقية من الأمريكيين الأصليين. ذلك أن العِرق هو مصطلح متنازع عليه، لكن يقال في كثير من الأحيان بأنه بناءً اجتماعيًا (أو سياسيًا) وليس بيولوجيًا. ناقش ستيف راسل (2002، ص 68) قضية الهوية العِرقية للأمريكيين الأصليين بقوله «كان لدى الهنود الأمريكيين دومًا الخيار النظري المتمثل في إبعاد أنفسهم عن المجتمع القبلي والتحول إلى البيض من الناحية القانونية. وقد جعل القانون الأمريكي من السهل على الهنود أن يختفوا لأن ذلك كان ضروريًا دائمًا «للقدر المتجلّي» بأن الولايات المتحدة تغطي القارة التي كانت، بعد كل شيء، محتلة». يتناقض راسل مع هذا مع التذكير بأن الأمريكيين الأصليين هم «أعضاء في المجتمعات قبل أن يكونوا أفرادًا في العرق».

### التقليد
تُعدّ التعاريف التقليدية «للهنود الأمريكيين» مهمة أيضًا. ثمّة شعور «شعبية» يربط الهندية بالتقاليد المقدسة والأماكن والتاريخ المشترك كشعب أصلي. وهذا التعريف يتجاوز المصطلحات الأكاديمية والقانونية. تعتبر اللغة أيضًا جزءًا هامًا من الهوية بالإضافة إلى أن تعلم اللغات الأصلية وخاصة للشباب في المجتمع المحلي يُعتبر جزءًا هامًا في البقاء القبلي.
يرى بعض الفنانين من الهنود الأمريكيين أن التعاريف التقليدية مهمة بشكل خاص. يقدم الشاعر هنري ريال بيرد من قبيلة كراو تعريفه الخاص: «الهندي الأمريكي هو من يزرع التبغ في الأرض ويسقيه الماء ويصلّي للرياح الأربعة بلغته الخاصة». يعطي المؤلف الحائز على جائزة بوليتزر، إن. سكوت مومادي من قبيلة كيوا، تعريفًا أقل روحانية لكنه يستند أيضًا على تقاليد وتجارب الشخص وأسرته «إن الهندي الأمريكي هو شخص يفكر بنفسه على أنه هندي أمريكي. لكن ليس من السهل القيام بذلك إذ يجب على المرء أن يكسب الاستحقاق بطريقة ما. يجب أن يكون لديك تجربة معينة للعالم من أجل صياغة هذه الفكرة. وأنا أعتبر نفسي هندي أمريكي؛ فأنا قد خضعت لتجربة الهندي الأمريكي. وأنا أعرف كيف رأى والدي العالم، ووالده من قبله».

### باعتبارهم مجتمع مُتخيَّل
يربط بعض علماء الاجتماع عدم اليقين في هوية الأمريكيين الأصليين بنظرية الطبيعة المبنية للهوية. يناقش العديد من علماء الاجتماع قضية بناء الهوية. تُعتبر «مجتمعات بنديكت أندرسون المُتخيلة» أكبر مثال على ذلك. ومع ذلك، يرى البعض أن بناء الهوية هو جزء من كيفية تذكر المجموعة لماضيها وكيف تروي قصصها وتفسر أساطيرها. وهكذا تكون الهوية الثقافية ضمن خطابات التاريخ والثقافة. وبالتالي، قد لا تكون الهوية قائمة على الوقائع في جوهر الشخص بل هي مركزًا قائمًا على أساس السياسة والحالات الاجتماعية.

### كمية الدم
إن مصدر تعريف الفرد لكونه هندي أمريكي يستند إلى كمية الدم (أصولهم) (في أغلب الأحيان تكون الربع) أو تراثهم الهندي الموثق. ما يقرب من ثلثي جميع القبائل الهندية المعترف بها فيدراليًا في الولايات المتحدة تتطلب كمية معينة من الدم للحصول على العضوية. يُعتبر التراث الهندي شرطًا للعضوية في معظم القبائل الهندية الأمريكية. استخدم قانون إعادة التنظيم الهندي لعام 1934 ثلاثة معايير: العضوية القبلية والنسب الموروثة عن الأجداد وكمية الدم (النصف). كان لهذا أثرًا كبيرًا في استخدام كمية الدم لتقييد تعريف اللغة الهندية الأمريكية. ينظر البعض إلى استخدام كمية الدم على أنها مشكلة حقيقية بحيث أن التزاوج المختلط بين الهنود الأمريكيون ومجموعات أخرى بمعدل أعلى من أي فئة إثنية أو عِرقية أخرى في الولايات المتحدة. وهذا قد يؤدي في نهاية المطاف إلى امتزاجها مع بقية التركيبة السكانية متعدد الأعراق في الولايات المتحدة.